# Catriló
Catriló é um município da província de La Pampa, na Argentina.

## Geografia
Catriló é o município mais a leste da província de La Pampa. Fica a 543 km de Buenos Aires e 84 km de Santa Rosa, capital da província.

## História
Os terrenos que atualmente constituem Catriló eram de propriedade da família Del Carril, a mesma do vice-presidente Salvador María Del Carril, que permaneceu no cargo de 1854 a 1860.

## Acessos
- Ruta Provincial 1: desde General Pico e Intendente Alvear pelo nornoroeste.
- Ruta Nacional 5: desde Santa Rosa pelo oestesudoeste e desde Trenque Lauquen e Buenos Aires estenoreste.